# Platichthys
Genre
Platichthys est un genre de poissons plats de la famille des Pleuronectidae.
Comme tous les poissons de la famille des Pleuronectidae, les poissons du genre Platichthys possèdent un corps aplati asymétrique et leurs yeux sont sur un même côté du corps.

## Liste des espèces
Selon FishBase (13 fev. 2016) et World Register of Marine Species (27 janvier 2020) :
- Platichthys flesus (Linnaeus, 1758) - Flet d'Europe
- Platichthys stellatus (Pallas, 1788)